# Francesc Viadel

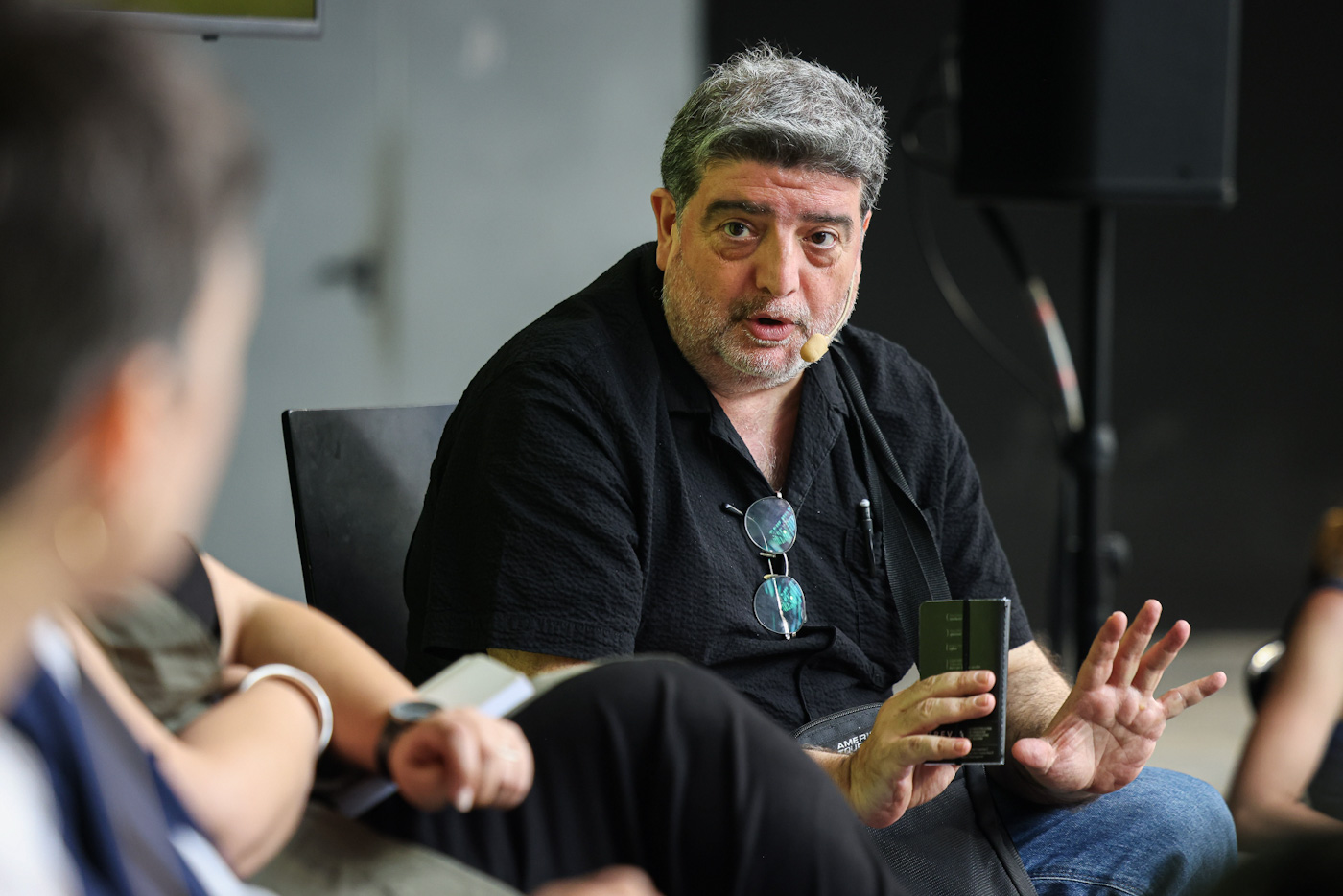
Francesc Viadel

Francesc Viadel i Girbés (Algemesí, 1968) es un periodista y escritor español. Es doctor en Sociología por la Universidad de Valencia y profesor de Periodismo en la Universidad Ramon Llull. Se inició como periodista en el diario Levante en 1988, y ha sido miembro del equipo de investigación del semanario El Temps, publicación de la que también fue jefe de redacción.
Es autor de varios ensayos, novelas y libros de poemas, además de colaborar en numerosos medios de comunicación. Ha estudiado el anticatalanismo y el movimiento nacionalista especialmente en la Comunidad Valenciana.
En 2021, su novela L'estiu dels brivalls ('El verano de los bribones') fue galardonada con el premio Teodor Llorente de novela negra.

## Obra publicada
- Si la lluna és plena, plaquette, 1991.
- Èxode salnitrós. Benicull de Xúquer: 7 i Mig, 1998.
- Dies de Venus. Benicull de Xúquer: 7 i Mig Editorial, 1999, premi de Narrativa Vila de Bétera.
- Terra. Alzira: Bromera Edicions, 2002, premio Blai Bellver ciutat de Xàtiva.
- L'advocat i el diable. Vilanova i la Geltrú: El Cep i la Nansa, 2004.
- «No mos fareu catalans». Història inacabada del blaverisme. Barcelona: L'Esfera dels Llibres, 2006. (2ª edición ampliada y revisada: Publicacions de la Universitat de València, 2009)
- Valencianisme, l'aportació positiva. Cultura i política al País Valencià, 1962-2012. València: Universitat de València, 2012.
- Catalonofòbia. El mal invisible d'Espanya. BonPort, 2015.
- Vicent Marco Miranda, 1880-1946. Barcelona: Fundació Josep Irla, 2015.
- Ciutat, dies insòlits. Benicarló: Onada, 2015.
- La gran depuració. Catalanistes, marxistes, nazis, jueus i traïdors. Desmuntant l'anticatalanisme espanyol, 2015, premio Joan Coromines d'investigació de la Societat Coral El Micalet.
- Xavier Vinader. Confidencial. València: Tres i Quatre, 2020.
- L'estiu dels brivalls. València: Vincle, 2021.